# Diphyus semissis
Diphyus semissis là một loài tò vò trong họ Ichneumonidae.